# ジャン＝バチスト・エリサルド
ジャン＝バティスト・エリサルド（Jean-Baptiste Élissalde、1977年11月23日-）はフランス、ラ・ロッシェル（シャラント＝マリティーム県）出身のラグビー選手。スクラムハーフとして、フランス代表とスタッド・トゥールーザン（トゥールーズ）でプレーしている。

## 人物
父、ジャン＝ピエール・エリサルドが監督をしていたスタッド・ロシュレ（ラ・ロッシェル）でユース時代を過ごし、2000年に代表デビューを飾った後、スタッド・トゥールーザンに加入する。同クラブでエリサルドはスクラムハーフ、スタンドオフのどちらのポジションでプレーするにしても、ヤン・ドレーグやフレデリック・ミシャラクという強力なライバルとの戦いを強いられることになる。この争いに負けて、2003年のハイネケンカップの優勝に貢献することができなかった。同年のTop14決勝には出場したが、スタッド・フランセ・パリに敗北した。
2004年にはハイネケンカップに出場。その数ヶ月前には、シックスネイションズでフランス代表の達成したグランドスラムに貢献し、36得点を決めてフランス代表での得点王となった。
2005年にスタッド・フランセ・パリを下してようやくハイネケンカップの優勝を手にする。ファビアン・プルースの不在を受け、南アフリカ、およびオーストラリア遠征の代表キャプテンに選ばれた。この2005年の秋の遠征で南アおよびオーストラリアに勝利し、エリサルドは優れた才能とチームメイトであるフレデリック・ミシャラクとの相性の良さを示すことができた。

## キャリア

### クラブ
- -2002　　　スタッド・ロシュレ　Stade rochelais
- 2002-　　　スタッド・トゥールーザン　Stade Toulousain

### フランス代表
2000年3月4日のスコットランド戦で初キャップ。

## タイトル

### クラブ
- Top14準優勝 ： 2003。
- ハイネケンカップ
  - 優勝 ： 2003、2005。
  - 準優勝 ： 2004。

### フランス代表
- 30セレクション。
- 4トライ、35ペナルティー、34コンヴァージョン、193得点。
- 年ごとのセレクション： 2(2000)、2(2003)、5(2004)、5(2005)、6(2006)、10(2007)。
- シックス・ネイションズ
  - グランドスラム ： 2004。
  - 優勝 ： 2006。
- フランスA代表 ： 3（2003、イングランドA, アイルランドA）、1（2002、オーストラリアA）。
- フランスU-21代表 ： 1997。

## 参照

### 伝記
- 『エリサルド　父から息子へ（Élissalde de pères en fils）』、ジャン＝ミシェル・ブレゾー著、Le nouvel R社、2006年。